# Profilo utente (Windows)
Il profilo utente che viene utilizzato dal sistema operativo Microsoft Windows definisce la configurazione dell'ambiente operativo e delle preferenze relative allo specifico utente. Può anche essere definito come un insieme di impostazioni (residenti in NTUSER.DAT) e di file (contenuti nelle cartelle My Documents, Favorites, Cookies e History, Nethood, Printhood, Start Menu, Desktop, Application Data e Local Settings) che definiscono lo specifico ambiente che il sistema carica quando l'utente si autentica.
Comprende tutte le impostazioni di configurazione specifiche dell'utente, come, ad esempio, collegamenti, colore dello schermo, connessioni di rete, connessioni a stampanti, impostazioni del mouse, dimensione e posizione delle finestre.
Non va confuso con i criteri di gruppo (policy) di utente: l'utente ha un profilo anche se non vengono utilizzati i criteri di gruppo.

## Storia e origine
Fino all'avvento di Windows 95, i sistemi operativi Windows in versione client non prevedevano profili utenti non essendo supportata la multiutenza.
La prima versione multiutente fu introdotta con Windows 95, dove però i profili utente non erano disponibili in modalità nativa: tutti gli utenti condividevano le stesse impostazioni, anche se i profili potevano essere attivati nel Pannello di controllo. Questa caratteristica venne mantenuta anche nelle successive versioni client (Windows 98/ME).
La versione server Windows NT, invece, supportava la multiutenza, memorizzando i profili in un'area di sistema, tipicamente C:\WINNT\Profiles\. La versione successiva Windows 2000 introdusse anche la separazione dei profili, raggruppandoli sotto la cartella Documents and Settings.
A partire da Windows XP, con l'adozione di NT come nucleo unico e con la conseguente sparizione della distinzione fra versione server e versione client, la multiutenza e la gestione dei profili venne resa disponibile in modo universale, adottando come base l'impostazione di Windows 2000.

### Windows XP

#### Creazione del profilo
La creazione dell'account di utente nel computer (o nel dominio) non crea, in realtà, il profilo di quell'utente. Il profilo viene di fatto creato la prima volta che l'utente, interattivamente, si connette al computer: neanche il semplice accesso da remoto a una cartella di rete condivisa crea il profilo dell'utente.
Alla prima autenticazione, viene creata una cartella ìn Documents and Settings (cartella predefinita nelle versioni inglesi di Windows 2000, Windows XP e Windows Server 2003) con il nome dell'utente che si è autenticato. Se già esiste una cartella con lo stesso nome, ne viene creata una nuova, di solito denominata nomeutente.nomecomputer se il computer non appartiene a un dominio oppure nomeutente.nomedominio se il computer fa parte di un dominio.
Una volta creata la cartella utente, Windows non la rinominerà più. Se il nome utente dovesse cambiare, la cartella utente conserverà il nome e il profilo ivi presente non corrisponderà più al nome utente, cosa che può generare confusione. Per questo motivo è preferibile che l'amministratore di sistema non cambi il nome utente per quanto possibile oppure, se proprio costretto, che rinomini la cartella manualmente e modifichi il registro per sistemare il cambio di nome utente.
Un nuovo profilo utente viene creato copiando un profilo speciale: quello del Default User. È consentito modificare il profilo del Default User (entro certe linee guida) così da fornire un ambiente di lavoro preconfezionato per ciascun nuovo utente. Le modifiche al Default User dovrebbero essere fatte prima che un qualunque utente si autentichi: infatti, se un utente si era già precedentemente connesso, allora il suo profilo, già clonato dal Default User, non recepirà le nuove modifiche fatte a quest'ultimo.

#### Contenuto del profilo
NTUSER.DAT - All'interno della radice del profilo è presente il file NTUSER.DAT che contiene le impostazioni personalizzate per la maggioranza del software installato sul computer, compreso lo stesso Windows.
Quando l'utente si connette, NTUSER.DAT si integra nel registro di sistema del computer, formandone
l'HKEY_CURRENT_USER. Il file NTUSER.DAT viene tenuto aperto (in stato di lock) per tutta la durata in cui l'utente rimane connesso; questo file non può quindi essere copiato o salvato dal suo stesso utente ma solo da un altro utente mentre il primo è disconnesso.
My Documents - È la cartella che contiene il lavoro dell'utente: in programmi Windows XP-aware, i dialog box di solito richiedono all'utente di salvare qui i documenti. My Documents ha inoltre un collegamento sul desktop e in My Computer.
Favorites, Cookies e History - Queste cartelle vengono utilizzate da Internet Explorer, il browser di Microsoft, per memorizzare i dati della navigazione. Non sono utilizzati da browser di altre case come Firefox o Opera, che di solito memorizzano i loro dati in Application Data.
Nethood, Printhood - Queste cartelle contengono le condivisioni di rete e le stampanti scoperte dall'utente attraverso l'applet My Network Places, sotto forma di collegamenti.
Start Menu - Questa cartella contiene i collegamenti presenti nell'omonimo menu del Desktop, visualizzati con il pulsante di avvio.
Desktop - Analogamente, contiene file e collegamenti presenti sul desktop di utente.
Application Data - Questa cartella è prevista soprattutto a beneficio dei programmatori, come il luogo dove memorizzare i dati relativi a specifici software, ma che non ricadono nella categoria dei documenti che un utente desidera aprire direttamente.
Local Settings - È una cartella funzionalmente simile all'Application Data, tant'è vero che contiene una sottocartella con tale nome. Contiene inoltre i file temporanei generati dagli stessi programmi di Windows e quelli conseguenti alle attività in linea di Internet Explorer. Per computer stand-alone, le due cartelle sono funzionalmente simili, ma nelle reti che utilizzano i Profili comuni, il Local Settings non partecipa al processo di sincronizzazione del profilo. Pertanto, i dati nella cartella Local Settings non vengono copiati da un computer all'altro quando l'utente cambia postazione.
Alcune di queste sottocartelle sono nascoste all'utente in Esplora risorse: per vederle, bisogna deselezionare Hide System Folders nelle opzioni delle cartelle.

#### Tipi di profilo utente
I seguenti profili utenti sono disponibili nei sistemi Windows Server 2003, Windows XP Professional e Windows 2000 Professional.
Profilo utente locale (Local user profile)- Creato alla prima autenticazione dell'utente sul computer, il profilo utente locale è memorizzato sull'hard disk del computer. Ogni modifica del profilo locale viene riportata solo ed esclusivamente sull'hard disk del computer su cui si è autenticato l'utente. Se l'utente si sposta su un altro computer, su quest'ultimo verrà creato un nuovo profilo non correlato a quello presente sul computer su cui si era precedentemente autenticato.
Profilo utente comune (Roaming user profile) - Una copia del profilo locale viene copiata e memorizzata su una cartella condivisa sul server. È proprio il profilo memorizzato sul server che viene scaricato sul computer su cui si autentica l'utente, quale che sia il computer stesso: ogni modifica fatta sul profilo comune viene riportata sulla cartella condivisa sul server durante la disconnessione dell'utente. In altri termini, indipendentemente dal computer su cui l'utente si valida, egli ritrova l'ambiente così come l'aveva lasciato l'ultima volta che si era disconnesso: si può anche dire che il profilo segue l'utente che si sposta da un computer all'altro.
Profilo utente bloccato (Mandatory user profile)- È un tipo di profilo che gli amministratori usano per specificare impostazioni particolari per gli utenti. Solo gli amministratori di sistema possono effettuare modifiche ai profili bloccati, che vengono poi effettivamente scritte sull'hard disk. Per contro, le modifiche al profilo effettuate dall'utente vengono perse quando l'utente si disconnette: alla prossima autenticazione, l'utente non ritroverà l'ambiente che aveva lasciato alla disconnessione ma quello che aveva trovato al momento della precedente autenticazione. In altri termini, ad ogni autenticazione l'utente ritrova sempre lo stesso profilo e le modifiche da lui fatte valgono solo per quella sessione, ma esse non vengono scritte sull'hard disk.
Profilo utente temporaneo (Temporary User Profile) - Un profilo temporaneo viene creato ogni volta che un utente si connette ma un errore impedisce che il suo profilo venga caricato. I profili temporanei vengono cancellati alla fine della sessione: le modifiche fatte dall'utente si perdono quindi alla disconnessione.

#### Profili speciali
Default User - Gioca un ruolo fondamentale nella creazione di un nuovo profilo utente: quando un utente si autentica per la prima volta sul computer, il suo profilo viene creato clonando quello del Default User.
All Users - Questo profilo è presente principalmente per rispondere a una esigenza legata all'installazione di pacchetti software. Infatti, consente ai programmi di installazione di creare collegamenti sul desktop o nel menu di Start che saranno visibili a tutti gli utenti del computer e non soltanto all'utente che ne sta effettuando l'installazione. La sottocartella Application Data può contenere dati dei programmi installati comuni a tutti gli utenti.
Administrator - Tutte le versioni di Windows basate su NT hanno un account administrator con relativo profilo, sebbene in XP Home questo account sia visibile solo nella schermata di autenticazione quando il computer viene fatto partire in modalità provvisoria.  Non è visibile in Windows Vista e 7

### Cambiamenti nelle versioni successive a Windows XP
I profili di Windows da Windows Vista in poi sono funzionalmente simili a quelli di Windows XP, con qualche differenza.
La più evidente è l'uso della cartella C:\Users anziché C:\Documents and Settings per la loro memorizzazione. Per tenere conto di programmi che non sono progettati per tali versioni di Windows, è previsto un collegamento simbolico con il nome di Documents and Settings che in modo trasparente ridirige tutti i tentativi di accesso a quest'ultimo verso C:\Users. Il fatto che la cartella radice del profilo compaia due volte in ogni elenco può avere delle implicazioni negative per il salvataggio dei dati. I software di backup devono essere al corrente di questa particolarità, altrimenti si corre il rischio di raddoppiare la dimensione del backup, salvando quelle che sembrano essere due cartelle apparentemente diverse, entrambe contenenti il grosso dei dati del computer.
Un'altra differenza che si riscontra in queste versioni è che le cartelle relative ai media, My Pictures e My Music, sono state portate fuori da My Documents, anziché esserne delle sottocartelle, e denominate semplicemente Pictures e Music.
Le cartelle e i file dell'utente (profilo) si trovano in "C:\Users\Nome utente" ove "nome utente" è il nome assegnato al profilo utente. Questa cartella contiene diverse cartelle nascoste e/o di sistema.

## Vantaggi nell'uso dei profili utente
Il motivo principale per cui vengono utilizzati i profili utente è quello di tenere separati i dati e le impostazioni di ciascun utente da quelli degli altri che utilizzano lo stesso computer.
Tale separazione presenta due importanti vantaggi.
- Consente di avere computer stateless (termine che significa senza stato o memoria, ossia che non si ricordano del punto in cui erano rimasti ma ripartono dalla stessa condizione iniziale): nel nostro contesto, in particolare, significa dire postazioni di lavoro non correlate al profilo. Un'azienda, infatti, può configurare la sua rete in modo tale che venga utilizzato il profilo comune (roaming) e venga memorizzato su un server e non sulle postazioni su cui invece si autentica l'utente. Questo permette sia un più agevole backup del profilo (fatto in un solo luogo, ossia sul server) sia una più agevole sostituzione del computer. Quando infatti bisognerà procedere alla sostituzione di una postazione di lavoro, non sarà necessario interessarsi di ripristinare il profilo: non appena l'utente si autenticherà sul nuovo computer, egli scaricherà il suo profilo comune, presente sul server, ritrovando l'ambiente a lui familiare.
- Consente a un utente di personalizzare dati e impostazioni, portandoseli dietro da un computer all'altro, senza che ogni volta egli debba riconfigurarsi il suo ambiente quando passa a lavorare su una nuova postazione. Se infatti viene configurato l'utilizzo del profilo comune (ma il discorso vale anche per il profilo bloccato), un utente che si sposta su una nuova postazione, si vedrà scaricare, all'autenticazione, il profilo che aveva lasciato la volta precedente sulla precedente postazione su cui aveva lavorato. In questo modo utenti diversi si possono spostare a lavorare su varie postazioni: anche se sulla stessa postazione si alternano diversi utenti, a ciascuno sarà riproposto il suo particolare profilo, indipendentemente da dove aveva lavorato la volta precedente.